# De Grootste Royaltykenner van Nederland
De Grootste Royaltykenner van Nederland was een televisieprogramma van de Evangelische Omroep (EO) dat van 2008 tot en met 2011 werd uitgezonden en werd gepresenteerd door Jeroen Snel (Blauw Bloed) en Bert van Leeuwen.
In De Grootste Royaltykenner van Nederland namen koningshuiskenners uit elke provincie van Nederland het tegen elkaar op in zes voorrondes. In de grote finaleshow ten tijde van Koninginnedag streden de zes winnaars uit de voorrondes eerst tegen elkaar. De winnaar speelde verder om de titel tegen de winnaar die voortkwam uit de quizronde met de zes bekende kenners van Europese vorstenhuizen.

## Colofon
- Producent: Skyhigh TV
- Presentatie: Jeroen Snel, Bert van Leeuwen